# هنک فیستر
 هنک فیستر (انگلیسی: Hank Pfister؛ زاده ۹ اکتبر ۱۹۵۳) یک تنیس‌باز اهل ایالات متحده آمریکا است.